# Dunster Castle
Dunster Castle er en tidligere motte and bailey-fæstning, der nu er ombygget til country house, som ligger i landsbyen Dunster, Somerset, England. Den ligger på toppen af en stejl bakke kaldet Tor, der har været befæstet siden den angelsaksiske periode. Efter den normanniske erobring af England i 1000-tallet opførte William de Mohun en fæstning i tømmer på stedet som en del af de borganlæg, som skulle bruges til at kontrollere Somerset. Der blev opført et sten-keep på motten i begyndelsen af 1100-tallet, og borgen har overlevet belejring i begyndelsen af anarkiet. I slutningen af 1300-tallet solgte Mohun-familien borgen til Luttrell-familien, der fortsatte med at bo i ejendommen indtil slutningen af 1900-tallet.
Borgen blev udvidet adskillige gange af Luttrell-familien i 1600- og 1700-tallet; de opførte en stor herregårdsbygning i den nedre borggård i 1617, og den blev moderniseret af flere omgange, først i 1680'erne og senere i 1760'erne. Middelalderborgens mure blev stort set ødelagt efter belejringen af Dunster Castle under den engelske borgerkrig, hvor rundhovederne beordrede at forsvarsværkerne skulle ødelægges for at forhindre militær brug af borgen. I 1860'erne og 1870'erne blev arkitekten Anthony Salvin ansat til at ombygge borgen til at passe til viktoriansk stil og smag; dette ændrede Dunster Castles udseende drastisk til at blive mere gotisk og malerisk.
Efter Alexander Luttrells død i 1944 kune familien ikke betale boafgiften på hans ejendom, og borgen med omkringliggende jord blev solgt til et ejendomsfirma. Familien fortsatte med at bo på borgen som lejere. Luttrell-familien købte ejendommen tilbage i 1954, men i 1976 kav oberst Walter Luttrell unster Castle og størstedelen af dens indhold til National Trust, som i dag driver den som turistattraktion.
Det er en listed building af første grad og et scheduled monument.